# ماركونديس ألفيس جي سوزا
ماركونديس ألفيس جي سوزا (12 سبتمبر 1868 - 29 أبريل 1938) كان سياسيًا برازيليًا. كان الرئيس الرابع عشر (حاكم) لولاية إسبيريتو سانتو. كان العقيد ماركونديس ألفيس جي سوزا هو الحاكم الذي وقع على تحرير فيلا دي ساو جواو دي موكي، المعروفة الآن باسم موكي في جنوب ولاية إسبيريتو سانتو.